# Vasconcellea pubescens

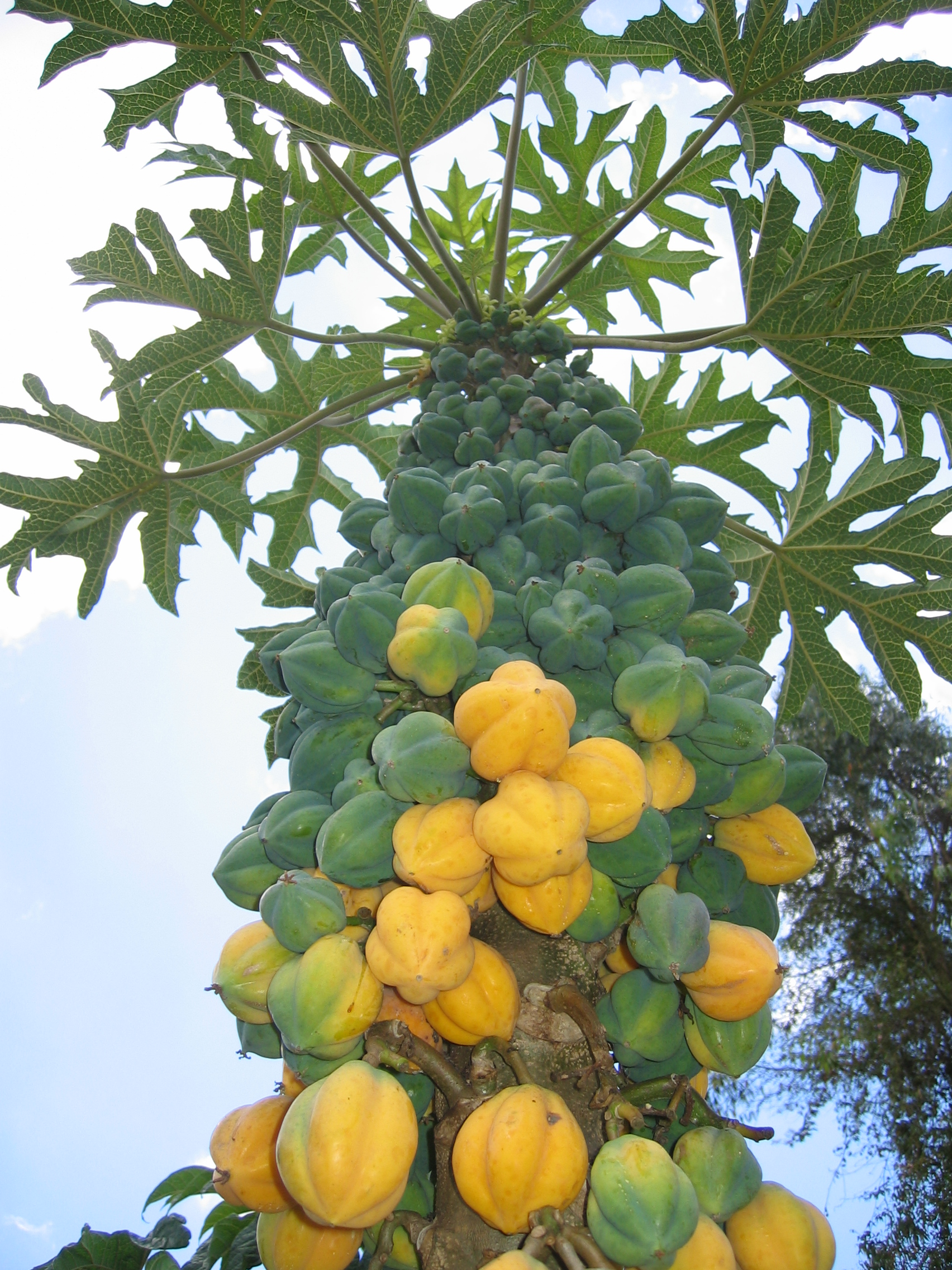
Detalhe do fruto.

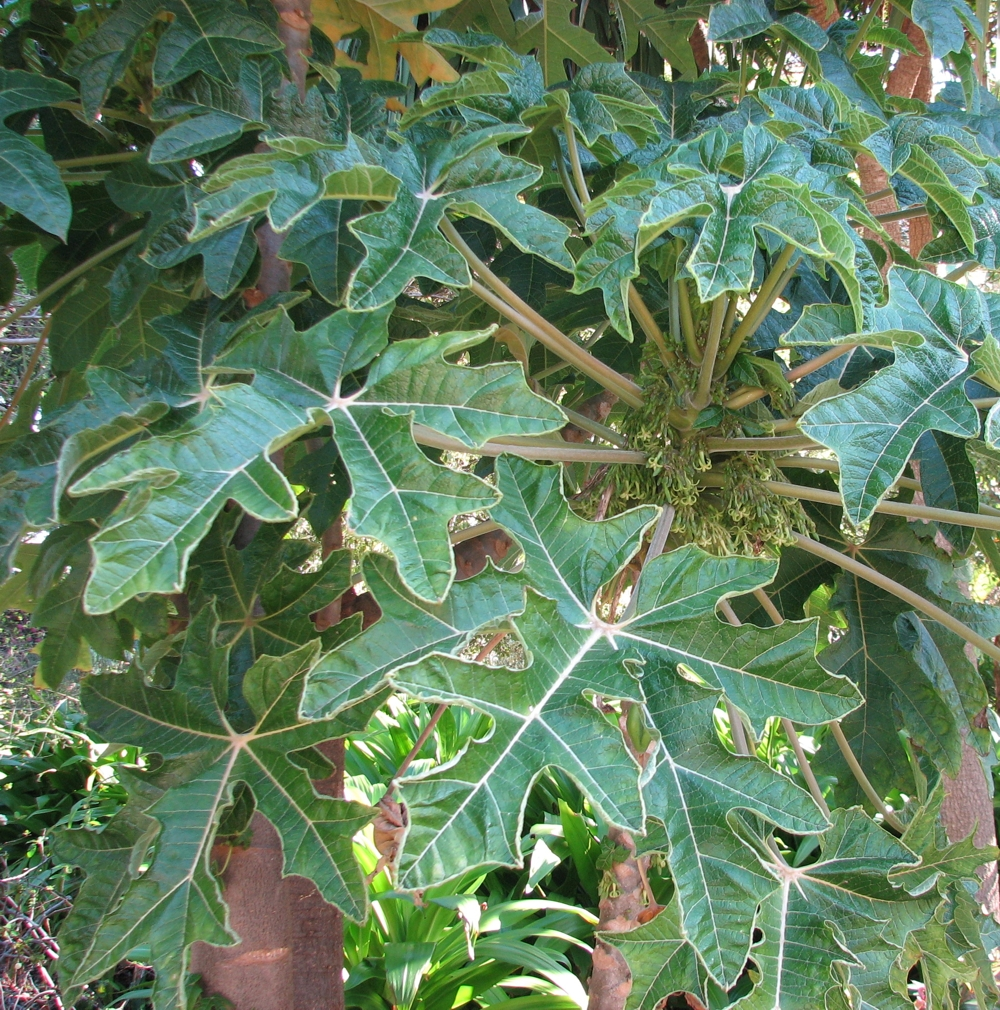
Detalhe das folhas.

Vasconcellea pubescens é uma espécie de planta com flor da família das Caricaceae que produz o fruto conhecido por papaia-de-montanha ou chamburo. A espécie é nativa do nordeste da América do Sul, sendo cultivada desde o Panamá até à Argentina e Chile a altitudes entre os 1000 e os 3300 metros acima do nível médio do mar. 

## Descrição
V. pubescens são plantas arborescentes perenes que frequentemente alcançam alturas de 10 m, com uma aparência morfológica muito semelhante às de Carica papaya, a papaieira.
O fruto tem 6–15 cm × 3–8 cm, com cinco sulcos longitudinais desde a base ao ápice. É um fruto comestível, similar à papaia, que pode ser consumido cozido ou fresco, rico em enzimas digestivas, entre as quais a papaína.

## Taxonomia
Vasconcellea pubescens foi descrita por Alphonse Pyrame de Candolle e publicada em Prodromus Systematis Naturalis Regni Vegetabilis 15(1): 419. 1864. A espécie tem uma variada sinonímia que inclui os seguintes binomes:
- Carica candamarcensis Hook.f.
- Carica cestriflora Solms
- Carica chiriquensis Woodson
- Carica cundinamarcensis Linden
- Carica pubescens Lenné & K.Koch
- Carica pubescens Solms
- Papaya cundinamarcencis Kuntze
- Papaya pubescens (A.DC.) Kuntze
- Vasconcellea cestriflora A.DC.
- Vasconcellea cundinamarcensis V.M.Badillo